# Dusicyon
Dusicyon is een geslacht van uitgestorven Zuid-Amerikaanse vossen behorend tot de Canidae. De bekendste soort uit het geslacht is de Falklandwolf, die in de negentiende eeuw door de mens werd uitgegroeid. Dusicyon cultridens uit het Plioceen is de oudst bekende Zuid-Amerikaanse hondachtige. Dusicyon avus leefde in het Pleistoceen.

## Taxonomie
De typesoort is Dusicyon australis, de Falklandwolf van de Falklandeilanden. In 1914 benoemde Oldfield Thomas dit geslacht, waarin hij de culpeo en andere Zuid-Amerikaanse vossen opnam. Deze andere hondachtigen werden in 1975 door Langguth naar Lycalopex overgebracht. Er is nog veel discussie over de classificatie van Dusicyon cultridens. Er is gesuggereerd dat deze soort in de geslachten Canis of Lycalopex wordt geplaatst. Dit debat maakt Dusicyon cultridens slecht onderzocht. Het geslacht Dusicyon is binnen de Cerdocyonina, de groep van de Zuid-Amerikaanse vossen, het nauwst verwant aan Lycalopex.

## Uitsterven
Dusicyon avus, wijd verspreid in het Laat-Pleistoceen van Uruguay via de provincie Buenos Aires tot het meest zuidelijke deel van Chili, is de meest bekende verwant van de Falklandwolf; de twee geslachten splitsten zich pas ongeveer 16.000 jaar geleden. Het stierf uit in het Laat-Holoceen, volgens eerdere schattingen ongeveer 2980 jaar geleden op het eiland Tierra del Fuego en bijna 1700 jaar geleden op het continent. Meer recent onderzoek bevestigt veel latere uitstervingsdata, met als laatste bevestigde vermeldingen in de regio Pampa 1232–1397 n.Chr. en het meest zuidelijke Patagonië op 1454–1626 n.Chr.